# Chanas (Isère)
Chanas település Franciaországban, Isère megyében. Lakosainak száma 2714 fő (2022. január 1.). Chanas Salaise-sur-Sanne, Saint-Rambert-d’Albon, Agnin, Bougé-Chambalud és Sablons községekkel határos.

## Népesség
A település népességének változása:
| Lakosok száma | 1374 | 1484 | 1727 | 2255 | 2394 | 2524 | 2589 | 2726 | 2699 | 2714 |
|               | 1968 | 1982 | 1990 | 2006 | 2013 | 2015 | 2017 | 2019 | 2020 | 2022 |